# (35683) Broumov
(35683) Broumov est un astéroïde de la ceinture principale d'astéroïdes découvert en 1999.

## Description
(35683) Broumov a été découvert le 21 janvier 1999 à l'observatoire Kleť, en Tchéquie, en Bohême-du-Sud, par l'Observatoire Kleť.

### Caractéristiques orbitales
L'orbite de cet astéroïde est caractérisée par un demi-grand axe de 2,17 ua, un périhélie de 2,07 ua, une excentricité de 0,05 et une inclinaison de 1,54° par rapport à l'écliptique. Du fait de ces caractéristiques, à savoir un demi-grand axe compris entre 2 et 3,2 ua et un périhélie supérieur à 1,666 ua, il est classé, selon la JPL Small-Body Database, comme objet de la ceinture principale d'astéroïdes.

### Caractéristiques physiques
(35683) Broumov a une magnitude absolue (H) de 15,9 et un albédo estimé à 0,511.